# Olga Færseth
Andrea Olga Færseth (* 6. Oktober 1975 in Keflavík) ist eine ehemalige isländische Basketball- und Fußballspielerin. Als Basketballerin wurde sie mit Keflavík ÍF viermal isländische Meisterin. Noch erfolgreicher war die zweifache isländische „Fußballerin des Jahres“ als Angriffsspielerin im Fußball und wurde auch zwischen 1994 und 2006 in der isländischen Nationalmannschaft eingesetzt. Auf Vereinsebene spielte sie überwiegend für Rekordmeister Breiðablik Kópavogur, KR Reykjavík und ÍBV Vestmannaeyjar, mit denen sie mehrere Meisterschaften und Pokalsiege feierte und sechsmal Torschützenkönigin war.

## Karriere

### Verein
Olga begann bei ihrem Heimatverein Keflavík ÍF mit dem Basketballspielen und wurde viermal Meister, wobei sie 1994 in fünf Spielen 111 Punkte erzielte. Parallel dazu spielte sie auch Fußball und debütierte mit 16 Jahren am 27. Mai 1992 für Breiðablik Kópavogur in der isländischen Liga, wobei sie gleich vier Tore zum 4:0 gegen Þór Akureyri besteuerte. Sie wurde mit dem Verein auf Anhieb Meister und war mit 13 Toren zweitbeste Saisontorschützin. Aber sowohl das Pokalfinale als auch das Supercupfinale verloren sie gegen ÍA Akranes. Die Saison 1993 verlief nicht so erfolgreich. Ásthildur Helgadóttir, eine der wesentlichen Spielerinnen des Vereins war zum Rivalen KR Reykjavík gewechselt wo sie auch sofort Meister wurde. Olga gelangen auch nur acht Tore und im Pokal scheiterten sie im Halbfinale. Besser lief es 1994: Sie wurde mit 24 Toren erstmals Torschützenkönigin und der Verein gewann das Double aus Meisterschaft und Pokal.
Zur Saison 1995 wechselte sie dann zu KR Reykjavík, während Ásthildur Helgadóttir zu Breiðablik zurückkehrte, um dort 1995 wieder Meister zu werden, während KR Vierter wurde und Olga nur neun Tore gelangen. Den Supercup konnte sie aber mit KR Reykjavík gegen Breiðablik erstmals gewinnen. In der folgenden Saison gelangen ihr dann 11 Tore und KR wurde Vizemeister. Noch besser lief es 1997: Olga wurde mit 19 Toren zum zweiten Mal Torschützenkönigin und KR mit 14 Siegen in 14 Spielen mit nur sechs Gegentoren Meister. Im Pokal scheiterten sie dagegen im Halbfinale, konnten aber den Supercup erneut gegen Breiðablik gewinnen.
1998 verloren sie zwar ein Ligaspiel, wurden aber erneut Meister und Olga mit 23 Toren wieder Torschützenkönigin. Sie wurde daraufhin erstmals zu „Islands Fußballerin des Jahres“ gewählt. Das Pokal- und Supercupfinale verloren sie aber gegen Breiðablik.
1999 erzielte sie zwar nur acht Tore und wurde nur in zwölf Spielen eingesetzt, KR wurde aber wieder ungeschlagen Meister und gewann erstmals den Pokal. Nach drei Meisterschaften in Folge wurden sie 2000 nur Vizemeister und verloren auch das Pokalfinale, aber Olga wurde mit 26 Toren wieder Torschützenkönigin. Das wiederholte sich 2001, nur dass sie diesmal bereits im Pokalhalbfinale scheiterten, aber Olga noch zwei Tore mehr erzielen konnte, worauf sie erneut zu „Islands Fußballerin des Jahres“ gewählt wurde.
Zur Saison 2002 war Ásthildur Helgadóttir zu KR gewechselt und beide sorgten mit je 20 Toren dafür, das KR wieder Meister wurde und dann auch das Pokal-Endspiel mit 4:3 gegen den Ortsrivalen Valur gewannen, wobei Olga das spielentscheidende Tor erzielte.
Olga verließ dann 2003 den Verein und ging zu ÍBV. In der Liga reichte es zwar nur zur Vizemeisterschaft und ihre 19 Tore reichten auch nur zum zweiten Platz der Torschützinnenliste, aber im Pokalviertelfinale gewannen sie mit 4:2 gegen KR, wobei Olga drei Tore erzielte. Allerdings verloren sie das Pokalfinale dann gegen Valur Reykjavík. Auch 2004 reichte es für sie und den Verein nur zu zweiten Plätzen in der Liga, aber immerhin gewann ÍBV mit ihr zum einzigen Mal den Pokal.
2005 war dann kein gutes Jahr für sie: in nur sechs Spielen schoss sie nur sechs Tore und ÍBV wurde nur Dritter und schied bereits im Pokalviertelfinale mit 1:6 gegen Valur Reykjavík aus. Sie kehrte dann 2006 zu KR zurück, wurde dort Mannschaftskapitänin und erzielte 15 Tore, wurde aber auch nur Dritte der Meisterschaft und schied wieder im Pokalviertelfinale gegen Valur Reykjavík aus. 2007 wurde sie mit 16 Toren drittbeste Torschützin und KR Vizemeister, sie gewann aber den Pokal durch ein 3:0 gegen ihren Heimatverein Keflavík ÍF, wobei sie das erste Tor erzielte. Den Pokalsieg konnte sie 2008 wiederholen, auch wenn sie dabei nur im Viertelfinale ein Tor beitragen konnte. In der Meisterschaft sprang erneut die Vizemeisterschaft heraus, aber dazu konnte sie nur vier Tore beitragen. Am 13. September 2008 bestritt sie ihr letztes Erstligaspiel für KR. In 217 Ligaspielen hatte sie 269 Tore erzielt und zudem in 47 Pokalspielen und Supercupspielen 47 Tore.
2010 beendete sie dann ihren Ruhestand und kam mit 35 Jahren noch in vier Spielen für UMF Selfoss zum Einsatz.

### Nationalmannschaft
Olga bestritt 1991 und 1992 neun Länderspiele für die isländische U-17-Mannschaft beim Nordic Cup, wo die Isländerinnen jeweils Fünfte wurden. 1993 nahm sie mit der U-21-Mannschaft am Nordic Cup in der höheren Altersklasse teil, kam aber im Spiel um Platz 7 gegen die deutsche Mannschaft, das in der Verlängerung verloren wurde, nicht zum Einsatz. Im August 1994 nahm sie nochmals mit der U-21-Mannschaft am Nordic Cup teil.
Unmittelbar danach absolvierte Olga ihr erstes A-Länderspiel am 24. September 1994 mit 18 Jahren beim 1:0-Sieg in der Qualifikation für die EM 1995 gegen die Niederländerinnen, stand dabei sofort in der Startelf und erzielte mit ihrem ersten Länderspieltor den Siegtreffer. Auch im folgenden Spiel stand sie beim 6:1 gegen Griechenland in der Startelf und erzielte das letzte der sechs Tore. Bis zu ihrem nächsten Tor dauerte es dann aber sechs Jahre. Sie spielte zwar auch im nächsten Spiel, dem Viertelfinalhinspiel der EM-Qualifikation gegen England über 90 Minuten, wurde aber im Rückspiel und in den beiden folgenden Spielen jeweils in den letzten 20 Minuten ausgewechselt. Dann bestritt sie nochmals drei Spiele mit der U-21-Mannschaft, verpasste dafür aber ein Spiel mit der A-Nationalmannschaft. Danach folgten zwei Spiele, in denen sie jeweils drei Minuten vor dem Spielende aus taktischen Gründen eingewechselt wurde. Beim folgenden Algarve-Cup 1996 wurde sie nur im zweiten Gruppenspiel gegen Dänemark eingesetzt, aber nach 74 Minuten ausgewechselt. Anfang Juni wurde sie dann bei zwei Spielen in der Qualifikation für die EM 1997 eingewechselt und bei zwei Freundschaftsspielen Ende Juni ausgewechselt. Dann folgte für sie eine Länderspielpause von 14 Monaten, in der sie sieben Spiele verpasste.
Am 30. August 1997 stand sie dann beim ersten Spiel der Qualifikation für die WM 1999 gegen Schweden wieder in der Startelf, wurde aber nach 78 Minuten ausgewechselt. In den nächsten sieben Spielen wurde sie einmal eingewechselt und spielte nur zweimal über 90 Minuten. Dann folgte für sie eine erneute Pause von diesmal 19 Monaten, in der sie aber nur drei Spiele verpasste. Nachdem sie im Sommer 2000 in zwei Spielen nur eingewechselt wurde, erzielte sie am 22. August 2000 im letzten Spiel der Qualifikation zur EM 2001 gegen die Ukraine in ihrem 25. Länderspiel in der 3. Spielminute ihr drittes Länderspieltor. Das Spiel wurde zwar noch mit 2:3 verloren, aber sie war ab da Stammspielerin und wurde in den nächsten 26 Spielen nur viermal aus taktischen Gründen ausgewechselt. Ihr gelangen in diesen Spielen auch elf Länderspieltore, wobei sie ihre Tore zumeist in Spielen mit knappen Ausgang erzielte. Bei hohen Siegen, so dem 10:0 gegen Polen am 13. September 2003 ließ sie ihren Mitspielerinnen den Vortritt. Einzige Ausnahme ist das Spiel gegen Ungarn am 29. Mai 2004, bei dem sie ihren einzigen „Dreierpack“ zum 5:0 beisteuerte und dabei auch ihre letzten Länderspieltore erzielte. Nach ihrem 51. Spiel am 13. November 2004, bei dem sie in der 90. Minute ausgewechselt wurde, musste sie erneut zehn Monate aussetzen und verpasste vier Spiele. Im September 2005 wurde sie dann zum letzten Spiel des Jahres zur zweiten Halbzeit eingewechselt und in den ersten beiden Spielen des Jahres 2006 kam sie dann auch noch zu Einsätzen als Aus- und Einwechselspielerin. Mit ihrem 54. Spiel am 12. April 2006 endete dann ihre Nationalmannschaftskarriere wie sie begonnen hatte: wie in ihrem ersten Spiel waren die Niederländerinnen der Gegner, allerdings mit dem Unterschied, dass sie das Spiel gewannen und Olga kein Tor erzielte.
In ihren 54 Spielen gelangen ihr insgesamt 14 Tore, mit denen sie zehn Jahre später noch auf dem achten Platz der isländischen Torschützinnenliste liegt, sich den Platz seit dem 12. April 2016 aber mit der noch aktiven Harpa Þorsteinsdóttir teilen muss, die an dem Tag drei Länderspieltore erzielte.
Für eine EM- oder WM-Endrunde konnte sie sich mit Island nie qualifizieren. In der Qualifikation für die EM 1995 scheiterten sie im Viertelfinale an England und waren damit auch nicht für die WM 1995 qualifiziert. In der Qualifikation für die EM 1997 verpasste sie die Play-offs gegen Titelverteidiger Deutschland, der zu stark für die Isländerinnen war. Die Qualifikation zur EM 2001 beendeten sie auf dem letzten Platz und in der Qualifikation für die WM 2003 scheiterten die Isländerinnen in den Playoffspielen an England, obwohl sie ihre Mannschaft beim 2:2 im Heimspiel mit 1:0 in Führung gebracht hatte. Die Playoffspiele der EM-Qualifikation 2005, in denen sie an Norwegen scheiterten, waren die letzten, bei denen sie über 90 Minuten spielte, die 2:7-Heim- und 1:2-Auswärtsniederlage aber auch nicht verhindern konnte. Erst nach ihrer aktiven Zeit als Nationalspielerin konnten sich die Isländerinnen erstmals für die EM 2009 qualifizieren.

## Erfolge
- Isländische Basketballmeisterin:1992, 1993, 1994 und 1995 (mit Keflavík ÍF)
- Isländischer Meister: 1992, 1994 (mit Breiðablik Kópavogur); 1997, 1998, 1999 und 2003 (mit KR Reykjavík)
- Isländischer Pokalsieger 1994 (mit Breiðablik Kópavogur); 1999, 2002, 2007 und 2008 (mit KR Reykjavík); 2004 (mit ÍBV)
- Isländischer Supercupsieger 1995, 1997 (mit KR Reykjavík)
- Torschützenkönigin der Saison 1994, 1997, 1998, 2000, 2001 und 2002 (zusammen mit Ásthildur Helgadóttir)

## Auszeichnungen
- Islands Fußballerin des Jahres 1998,[9] 2001

## Privates
Olga und ihre Partnerin Pálína Guðrún Bragadóttir haben drei Kinder: Jakob Þór Bergþórsson (* 1994), Kolfinna Rán Færseth (* 2013) und Melkorka Alda Færseth (* 2015). Bei ihrer Tochter Kolfinna Rán wurde im Juni 2015 Krebs diagnostiziert.